# Marcus Hortulan
Marcus Ulsøe Hortulan (født 1722, død 1783) var en dansk skuespiller.
Hortulan var født (døbt 26. april 1722) i Vester Hassing i Vendsyssel. Hans far Søren Hortulan var præst her. Marcus dimitteredes fra Viborg Skole 23 år gammel i 1746; videre end til student nåede Hortulan ikke på den akademiske bane, som han forlod for at spille komedie. 
Det var sandsynligvis ham, der udførte Jeppe ved von Qvotens opførelse af Jeppe på bjerget 28. november 1747 på teatret i Store Kongensgade, i det mindste hørte han til dennes bande. Da den opløstes i maj 1748, indtrådte han ligesom andre af von Qvotens trup blandt de danske aktører; ved åbningsforestillingen af teatret på Kongens Nytorv 18. december 1748 optrådte han sandsynligvis som Geronte i Dobleren. 
Snart efter sin indtrædelse i den danske trup ægtede Hortulan 26. marts 1749 Lisbet Cathrine de Rous eller Rauch, som fødte ham en talrig række børn, hvoraf en datter blev gift med kobberstikkeren Meno Haas. 
Hvornår Hortulan sidste gang spillede på teatret, vides ikke, men 27. februar 1779 gav det nydannede dramatiske selskab en forestilling for ham, der var dets æresmedlem, og denne aften viste Hortulan sig "paaklædt en pére noble" på scenen for at tage en tavs afsked med publikum. Med udgangen af teateråret 1778-79 afgik han med pension og døde 11. juli 1783; hans enke døde 78 år gammel den 4. december 1803.
Hortulans roller var mangeartede; hans oprindelige fag var bonderoller, hvortil hans i begyndelsen stærkt fremtrædende jyske dialekt gjorde ham selvskreven, hans spil roses for dets rolige naturlighed; denne ro søgte han at omsætte dels – men uden rigtigt held – til pedanternes naragtige stivhed og dels – med lykkeligt udfald – til de værdige fædres alvorlige myndighed; hans ansigt skal ifølge Rosenstand-Goiske i disse roller have set "baade ærværdigt og fornemt" ud. 
Hortulan rensede ved ihærdigt arbejde sin stemme for dens jyske tonefald, så den kunde klinge både ædel og mandig, og han omtales som den bedste versefremsiger ved teatret, derimod dadles han for skødesløs memorering af rollen, mærkeligt nok, da han var den afmålte Clementins kæreste medspillende; måske havde denne fejl i 1771, da Rosenstand-Goiske nævner den, sin grund i den ulægelige sygdom – det vides ikke hvilken – der få år efter tvang den kun 55-årige mand til at forlade scenen.